# NEMESIS (NECRONOMIDOLのアルバム)
『NEMESIS』（ネメシス）は、日本の女性アイドルグループ・NECRONOMIDOLの1作目のアルバム。
アルバムのリリースは2015年12月14日に行われたグループのライブ「TENEBRAE INVICTUS」で発表された。アートワークのイラストは漫画家の丸尾末広が担当している。オリコン週間アルバムチャートでの最高順位は2016年2月29日付の247位。

## 収録曲
1. あたいの爪痕 (4:33)
2. VULTURE (4:33)
3. SKULLS IN THE STARS (4:40)
4. ASTODAN (4:07)
5. KHOLAT SYAKHL (4:05)
6. AZATHOTH (3:53)
7. NAYENEZGANI (1:46)
8. LAMINA MALEDICTUM (4:15)
9. 暗黒少女戦隊 (3:50)
10. ICHOR (4:45)
11. puella tenebrarum (3:50)
12. SARNATH (3:44)
13. 童歌 (3:41)
14. 'Umr at-Tawil (4:45)